# Blažena Djevica Marija Kraljica
Blažena Djevica Marija Kraljica (lat. Beata Virgo Maria Regina), skraćeno i Marija Kraljica (lat. Maria Regina), također i Kraljica neba i zemlje (lat. Regina caeli et terrae) i Kraljica svega stvorenja ili Kraljica svijeta (lat. Regina mundi), naslovi su Blažene Djevice Marije i katolički marijanski blagdan (spomendan) koji se slavi na osminu Uznesenja Marijina, 22. kolovoza. U Opći rimski kalendar uvodi ga papa Pio XII. 1954., po zaključenju proslave Marijine godine, i isprva se slavio 31. svibnja. Nakon Drugoga vatikanskog sabora spomendan je premješten tjedan dana iza Velike Gospe, čijom je i svojevrsnom dopunom.

Nauk o Marijinu kraljevsku dostojanstvu, kojim je i podupirao ustanovu blagdana, Pio XII. iznio je u svojoj enciklici Ad caeli Reginam. O blagdanu Pavao VI. u dokumentu Marialis cultus ističe:
»Svetkovina uznesenja nalazi svoje produbljenje u proslavi Blažene Djevice Marije Kraljice tjedan dana kasnije, u kojoj promatramo onu koja, sjedeći uz Kralja vjekova, blista kao Kraljica i zauzima se za nas kao Majka. Stoga je razumljivo zašto iz liturgije današnjega dana odsijeva radost i zašto Crkva Mariji kliče: ‚Zdravo Djevo, slavom ovjenčana, Kćeri prva loze Davidove, Nad sve svete uzvišena ženo, Majko naša, roda kraljevskoga.’«

Dogmatska konstitucija Lumen Gentium (§ 59) navodi:
»Na kraju je neokaljana Djevica, sačuvana slobodnom od svake ljage istočnoga grijeha, budući da je dovršila tijek zemaljskog života, tijelom i dušom bila uznesena u nebesku slavu; Gospodin ju je pak uzvisio kao Kraljicu sviju, da bude potpunije suobličena sa svojim Sinom, Gospodarem gospodara i pobjednikom nad grijehom i smrću.«
Marijin kraljevski naslov potvrđuju i slični naslovi, poput Kraljica mira, Kraljica anđela, Kraljica Hrvata itd. Mariji se u pučkim pobožnostima, molitvama (Salve Regina) i Crkvenoj tradiciji pridaju i naslovi carice (cesarice), vojvotkinje, gospodarice i sl. Na Marijin kraljevski naslov aludira i psalam 45,10 (»zdesna ti je kraljica u zlatu ofirskom«), koji je ujedno i otpjevni psalam u liturgiji (kao i na Uznesenje Marijino). Prema nekim tumačenjima, Marija je i žena iz Otkrivenja (Žena Apokalipse), koja je također okrunjena: »odjevena suncem, mjesec joj pod nogama, a na glavi vijenac od dvanaest zvijezda« (Otk 12,1).

U časoslovu se na ovaj Marijin spomendan u Službi čitanja čita homilija lausanneskog biskupa bl. Amadea, u kojoj progovara o Mariji kao Kraljici svijeta i mira:
»Promotri kako je ispravnim uređenjem i prije uznesenja po svemu svijetu zasjalo divno Marijino ime i kako se posvuda o njoj raširio slavni glas i prije nego bijaše na nebo uzneseno njezino veličanstvo. Dolikovalo je, naime, da Djevica Majka zbog časti svoga Djeteta najprije vlada na zemlji, a da onda uz slavu zadobije nebo. Dolično je bilo da se rasprostre u nižim stranama, da bi u svetoj punini ušla u nebesko: prenošena od Duha Gospodnjega iz kreposti u krepost, iz jasnoće u jasnoću. Tako je već u tijelu imala predokus budućeg kraljevanja. A prispjevši neizrecivom uzvišenošću k Bogu, sada je bližnjima blagonaklona neiskazivom ljubavlju. Zato joj anđeli iskazivahu službu, zato je ljudi štovahu svojom odanošću. Njoj je pristupio Gabrijel s anđelima, a Ivan, radujući se što je njemu kao djevcu s križa bila povjerena majka Djevica, služio joj je s apostolima. Prvi su se veselili što vide kraljicu, a ovi drugi gospodaricu. Jedni pak i drugi bijahu joj poslušni blagim zanosom odanosti. A ona, boraveći u najuzvišenijoj kuli kreposti i kao more puna božanskih darova, vjernom i ožednjelom puku u najvećem je izobilju izlijevala bezdan milosti, kojom je sve nadvisila. Tijelu je, naime, pružala spasenje, a duši lijek, moćna da podigne iz tjelesne i duševne smrti. Tko je ikad od nje otišao bolestan, žalostan ili neupućen u nebeska otajstva? Tko se nije vratio kući veseo i radostan, jer je isprosio od Gospodinove majke Marije što je htio? Obilujući tolikim dobrima, zaručnica, majka jedinog zaručnika, mila i najdraža u raskošima, vrelo razumnih vrtova, zdenac živih i oživljujućih voda koje snažno teku s božanskog Libana – ona je tim nebeskim pritjecanjem dovodila s brda Siona do okolnih izvanjskih naroda rijeke mira i tokove milosti. Kad je, dakle, njezin Bog i Sin, kralj kraljeva, doveo Djevicu djevica uz slavlje anđela, radost arkanđela i klicanje neba, ispunjeno je proroštvo psalmiste, koji govori Gospodinu: ’Kraljica ti zdesna stade, u odjeći pozlaćenoj, zaodjenuta izvezenim ruhom.’«
Lauretanske litanije u desetak zaziva spominju Marijin kraljevski naslov (Kraljica patrijarha, proroka, djevica, anđela, svih svetih, krunice, mira, obitelji...).
Krunidba Blažene Djevice Marije tema je kršćanske umjetnosti, posebno popularna u Italiji od 13. do 15. stoljeća. Krist, ponekad u pratnji Boga Oca i Duha Svetoga u obliku goluba, stavlja krunu na glavu Marije kao Kraljice Neba. U ranim verzijama okruženje je Nebo zamišljeno kao zemaljski dvor, s osobljem svetaca i anđela; u kasnijim verzijama likovi sjede na oblacima.